# Processo a Pietro Caruso

Pietro Caruso (a sinistra) e il suo collaboratore Roberto Occhetto al processo

In seguito alla liberazione di Roma e a guerra ancora in corso, si tenne il processo a Pietro Caruso, che durante l'occupazione tedesca era stato questore della città per la Repubblica Sociale Italiana. Celebrato in unica udienza il 21 settembre 1944, il processo si concluse con la condanna a morte di Caruso, motivata tra l'altro dal suo coinvolgimento nella compilazione delle liste dei prigionieri uccisi dai tedeschi nell'eccidio delle Fosse Ardeatine del 24 marzo 1944. La condanna fu eseguita il giorno successivo tramite fucilazione alla schiena. Caruso fu l'unico tra i responsabili dell'eccidio delle Fosse Ardeatine condannati a morte a essere giustiziato.
Il processo vedeva come ulteriore imputato il segretario particolare di Caruso, Roberto Occhetto, condannato a trent'anni di prigione nonostante l'accusa avesse chiesto anche per lui la pena capitale.

## L'ordine di cattura e le imputazioni
Il 24 luglio 1944 l'Alto Commissario per la punizione dei delitti fascisti, Mario Berlinguer, emanò un ordine di cattura contro Piero Caruso. Il successivo 11 agosto il nuovo questore, Enrico Morazzini, inviò a Berlinguer una denuncia contro Caruso, alla quale erano allegati un memoriale riservato della Pubblica sicurezza, una relazione sulla violazione dell'Abbazia di San Paolo fuori le mura (nella notte fra il 3 e il 4 febbraio 1944) e una relazione sull'attentato di via Rasella e l'eccidio delle Fosse Ardeatine.
Il reato contestato a Caruso era quello di «avere in Roma, posteriormente all'8 settembre 1943 e fino al giugno 1944, valendosi delle funzioni di questore assunte alle dipendenze dell'illegale governo fascista repubblichino, prestato aiuto, assistenza e collaborazione al tedesco invasore». La prima, e più grave, fra le imputazioni contenute nell'atto di accusa era di aver consegnato «il 24 marzo 1944 al comando militare tedesco 50 detenuti politici e comuni affinché fossero sottoposti ad esecuzione sommaria dal comando stesso quale atto di rappresaglia indiscriminata conseguente all'attentato di via Rasella». Le altre tre imputazioni riguardavano le razzie di cittadini italiani consegnati ai tedeschi per il lavoro obbligatorio, gli arresti effettuati all'Abbazia di San Paolo e l'invio di militi in Germania per frequentare corsi di sabotaggio.

## La deposizione e il linciaggio di Donato Carretta
La prima udienza avanti all'Alta corte di giustizia per le sanzioni contro il fascismo era stata fissata per il 18 settembre 1944, nell'aula magna della Corte di Cassazione; ma quel giorno l'udienza non si poté tenere a causa dei disordini che culminarono nel linciaggio di Donato Carretta, ex direttore del carcere di Regina Coeli. Quando il processo reiniziò, il 20 settembre, un nutrito servizio d'ordine ebbe lo scopo di evitare ulteriori tumulti.
Carretta avrebbe dovuto essere il principale teste contro Pietro Caruso. Agli atti del processo rimase la deposizione da lui resa durante l'istruttoria, in cui, fra l'altro, egli spiegava come fossero stati prelevati dal carcere i prigionieri che il questore Caruso aveva messo a disposizione dei tedeschi per l'esecuzione della rappresaglia. Secondo Carretta, nel pomeriggio del 24 marzo si presentarono al carcere due ufficiali tedeschi che chiesero la consegna di cinquanta prigionieri. Carretta telefonò allora all'ufficio matricola del carcere (che gli confermò di aver ricevuto ordine dalla questura di consegnare i detenuti); poi telefonò alla questura medesima, che confermò anch'essa l'ordine. Nella telefonata il questore Caruso e il vicequestore Ferrari dissero a Carretta che i detenuti sarebbero stati deportati «al nord». Poco dopo pervenne a Carretta l'ordine scritto, firmato da Caruso, contenente l'elenco nominativo dei cinquanta prigionieri da consegnare. Tuttavia, verso le 18.30, prima che lo stesso elenco pervenisse all'ufficio matricola, «stanchi dell'attesa, i tedeschi condussero via, d'autorità, una trentina di detenuti che erano stati già approntati». Più tardi, quando il commissario Alianello consegnò l'elenco nominativo all'ufficio matricola, ci si accorse «che fra i detenuti che erano stati portati via dai tedeschi ve ne erano alcuni i cui nomi non erano compresi nell'elenco, quantunque fossero stati precedentemente indicati dalla Questura per telefono... allora l'Alianello, dopo aver parlato a mezzo del telefono con la Questura, eliminò dall'elenco un numero di detenuti corrispondente a quello dei detenuti che erano stati già portati via». Lo stesso giorno i tedeschi presero altre persone da quei bracci del carcere che essi controllavano direttamente.
Nello scritto di Giacomo Debenedetti Otto ebrei, coevo al processo, è riportato il seguente brano della deposizione del teste Raffaele Alianello: «Dissi a Carretta di cancellare dieci nomi. In fondo c'erano i nomi di otto ebrei. Abbiamo pensato che fossero stati aggiunti all'ultima ora per completare il numero di 50. Così Carretta li ha cancellati insieme con altri due nomi scelti a caso».

## Svolgimento del processo
Durante il processo, celebrato in unica udienza il 20 settembre 1944 presso Palazzo Corsini alla Lungara, Caruso si difese senza negare i fatti a lui addebitati, bensì affermando di averli commessi per obbedire ad ordini superiori, da lui ritenuti leciti. Raccontò Caruso che la sera del 23 marzo Kappler lo aveva convocato nel proprio ufficio e gli aveva chiesto ottanta uomini da fucilare per rappresaglia. Caruso era riuscito a ridurre la cifra a cinquanta, e il mattino successivo si era recato all'albergo Excelsior, dove soggiornava il ministro dell'Interno della RSI Guido Buffarini Guidi, per ottenere l'autorizzazione di quest'ultimo. Il ministro lo aveva ricevuto mentre ancora era a letto:
A questo punto Caruso aveva telefonato al capo dell'ufficio di polizia, Ferrari, chiedendogli di preparare l'elenco dei nomi (da aggiungere a quelli già selezionati da Koch) per arrivare al numero di cinquanta. Sempre nella giornata del 24 Caruso aveva appreso, da una telefonata col carcere, che i tedeschi avevano portato via alcuni detenuti non compresi nell'elenco; secondo la sua deposizione, questi detenuti non compresi nell'elenco erano dieci, ed erano stati arrestati il giorno prima su disposizione dello stesso Caruso. Dopo l'esecuzione della rappresaglia, a Caruso era stato sottoposto da firmare un nuovo elenco, dal quale dieci nominativi erano stati tolti e sostituiti con quelli effettivamente portati via dai tedeschi.
Agli atti del processo fu allegata una relazione scritta dal questore Morazzini sull'attentato di via Rasella e sul susseguente eccidio delle Ardeatine. Secondo questa relazione, la sera stessa dell'attentato i tedeschi avevano ordinato a Caruso di consegnare loro cento persone da fucilare per rappresaglia; tale richiesta era stata discussa in una riunione segreta che aveva avuto luogo nell'ufficio di Morazzini, nel corso della quale era stato «compilato un elenco nel quale furono inclusi tutti i nomi degli esponenti del partito d'azione che si trovavano in quel momento in stato d'arresto».
Il pubblico accusatore sostenne che Caruso avrebbe dovuto rifiutarsi di eseguire l'ordine dei tedeschi e argomentò che il concorso nel reato da parte di Caruso «anche se il delitto si sarebbe ugualmente compiuto, implica una diretta responsabilità che non può sfuggire alla meritata sanzione». Viceversa, l'avvocato difensore affermò che l'eccidio delle Ardeatine era stato perpetrato interamente dai tedeschi, senza nessun apporto da parte di Caruso; il quale, sempre secondo l'avvocato, sarebbe stato meritevole di pietà in quanto persona culturalmente e politicamente impreparata, priva d'intelligenza e di personalità, mero «manichino in mano dei tedeschi».

## La condanna e l'esecuzione
Il giorno dopo l'udienza, 21 settembre 1944, fu pronunciata la sentenza di morte e immediatamente eseguita a Forte Bravetta mediante fucilazione alla schiena.
Nella sentenza l'Alta Corte stabilì che (fra gli altri fatti di cui Caruso fu riconosciuto colpevole) la «consegna al nemico di connazionali, per essere sommariamente e barbaramente trucidati a titolo di rappresaglia indiscriminata» era da considerare tra i «fatti che importano collaborazione ed assistenza al nemico invasore, e pongono in essere un'attività delittuosa contro la fedeltà e la difesa nazionale». La sentenza affermò inoltre il principio secondo cui gli ordini ricevuti da Caruso non erano sufficienti a far venir meno la sua responsabilità: «sia perché l'autorità da cui gli ordini provenivano non era legittima; sia perché tali ordini erano di per se stessi manifestamente immorali e criminosi».
La stampa della Repubblica Sociale Italiana presentò Caruso come un martire del fascismo e definì la sentenza «Un altro delitto del governo Bonomi».